# Маркосеи

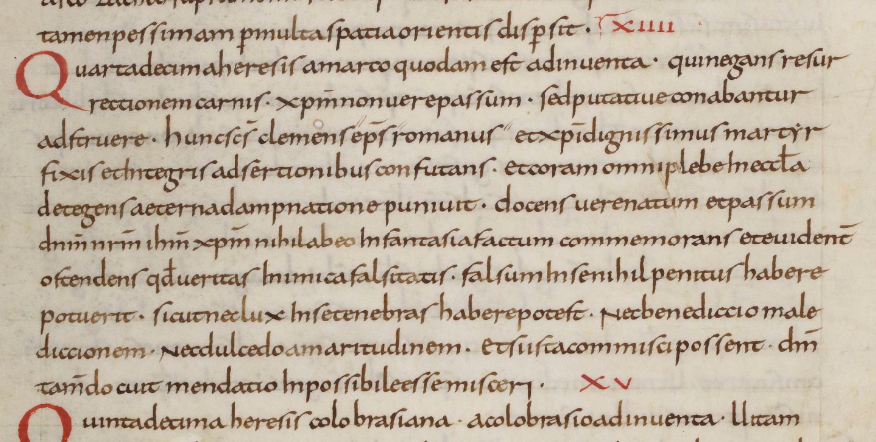
Praedestinatus. Глава XII. Маркосиане. Рукопись IX века. Национальная библиотека Франции

Маркосе́и, или маркоси́и, или маркосиа́не, также ма́ркосы, марки́ты (др.-греч. μαρκωσαῖοι; лат. marciani; ст.‑слав. маркосиꙗне) — еретики, II века, названные по имени основателя их учения — Марка.
Маркосеи описаны Епифанием в Панарионе в числе 80 ересей и Иоанном Дамаскиным в книге О ста ересях вкратце, у обоих авторов это 34 ересь. Маркосеи описаны Августином в книге «De Haeresibus ad Quodvultdeum Liber Unus» и безымянным автором трактата «Предестинат» (лат. Praedestinatus); у обоих авторов это 14-я ересь. У Филастрия маркосиане в его книге «Liber de Haeresibus» — 42-я ересь.
Учение Марка это одно из направлений гностицизма. Наиболее раннее описание учения маркосиан в 6 книге сочинения Философумена и у Иринея Лионского в 13-й главе первой книги сочинения Обличение и опровержение лжеимённого знания.
Марк учился вместе с Колорвасом у Валентина. Благодаря своим способностям, Марк обольстил множество мужчин и женщин и привлёк к себе, как обладающему наибольшим знанием и получившему величайшую силу из незримых и неименуемых мест. В своём религиозном учении Марк вводил два начала. Он отвергал воскресение мёртвых. Изменяя цвет каких-то видений в чашах при помощи магических заклинаний в синий и багряный, Марк тайноводствовал и обманывал женщин.
Согласно учению Марка (как у Валентина) всё, что существует в мире произошло от двадцати четырёх стихий.